# Gesellschaftliche Produktionsmittel
Gesellschaftliche Produktionsmittel ist ein Begriff aus dem Marxismus, Sozialismus oder Kommunismus.
Im Gegensatz zu privaten individuellen Produktionsmitteln geht es dabei um eine gesellschaftliche, sehr arbeitsteilige Produktionsweise, die viele verschiedene Fach- und Arbeitskräfte und – falls eine kapitalistische Produktionsweise vorherrscht – auch Kapital erfordert. Beispiele für individuelle/gesellschaftliche Produktion: Schuster/Schuhfabrik oder Ein-Mann-Kurierdienst / nationaler Postdienst.
Im Kapitalismus wird von Marxisten und Sozialisten die private Verfügungsgewalt über Gesellschaftliche Produktionsmittel als ein zu großer Machtfaktor gesehen, die letztlich immer zur Steuerung der Staatsmacht (auch in bürgerlichen Demokratien) und der öffentlichen Meinung durch staatliche und privatkapitalistische Verlage und Mediengruppen führt.
Aufgrund dessen ist die Vergesellschaftung von gesellschaftlichen Produktionsmitteln eine wichtige Grundvoraussetzung eines sozialistischen Staates oder kommunistischen Gesellschaft und unterscheidet „echte Sozialisten“ von verschiedensten sozialdemokratischen Parteien, die sich zwar „sozialistisch“ nennen, jedoch keine Vergesellschaftung oder Verstaatlichung von gesellschaftlichen Produktionsmitteln anstreben.
Der Begriff Produktionsmittel ist dabei im weitesten Sinne aufzufassen und schließt die Produktion oder Bereitstellung von Gebrauchsgütern, Waren und Dienstleistungen mit ein. Der Betrieb eines großen Bürokomplexes, der Bahn oder Post arbeitet also in diesem Sinne ebenfalls mit gesellschaftlichen Produktionsmitteln.